# Miro Bilan
Miro Bilan (Sebenico, 21 luglio 1989) è un cestista croato, che gioca come centro, nella Pallacanestro Brescia.

## Carriera
Dopo diversi anni trascorsi in vari campionati europei, tra cui quello croato e quello francese, nei quali con i club del Cedevita Zagabria, dello Strasburgo e dell'ASVEL ha vinto svariati titoli, per la stagione 2019-20 firma per la Dinamo Sassari. La scelta del giocatore è stata influenzata dalla sua amicizia col coach Gianmarco Pozzecco, suo vice allenatore ai tempi del Cedevita.
Con la Croazia ha disputato i Campionati europei del 2015 e i Giochi olimpici di Rio de Janeiro 2016.

## Statistiche

### LBA
| Anno      | Squadra        | PG | PT | MP   | TC%  | 3P%  | TL%  | RP  | AP  | PRP | SP  | PP   |
| --------- | -------------- | -- | -- | ---- | ---- | ---- | ---- | --- | --- | --- | --- | ---- |
| 2019-2020 | Dinamo Sassari | 21 | 21 | 25,8 | 65,2 | 75,0 | 71,0 | 6,3 | 1,8 | 0,5 | 0,4 | 14,7 |
| 2020-2021 | Dinamo Sassari | 28 | 28 | 27,9 | 61,9 | 50,0 | 73,4 | 8,1 | 1,9 | 0,8 | 0,5 | 16,9 |
| 2021-2022 | Dinamo Sassari | 11 | 11 | 24,0 | 66,3 | 40,0 | 76,1 | 7,4 | 2,1 | 0,6 | 0,4 | 15,5 |
| 2023-2024 | Brescia        | 30 | 30 | 24,5 | 60,0 | 50,0 | 69,2 | 8,1 | 2,8 | 0,8 | 0,2 | 13,1 |
| Carriera  | Carriera       | 90 | 90 | 25,8 | 62,6 | 51,5 | 72,1 | 7,6 | 2,2 | 0,7 | 0,4 | 15,0 |

### Eurolega
| Anno      | Squadra         | PG | PT | MP   | TC%  | 3P%  | TL%  | RP  | AP  | PRP | SP  | PP   |
| --------- | --------------- | -- | -- | ---- | ---- | ---- | ---- | --- | --- | --- | --- | ---- |
| 2012-2013 | Cedevita Junior | 9  | 8  | 19,1 | 59,6 | -    | 50,0 | 6,0 | 0,3 | 0,3 | 0,2 | 8,8  |
| 2014-2015 | Cedevita Junior | 10 | 10 | 25,4 | 55,0 | 0,0  | 71,4 | 6,6 | 1,2 | 0,4 | 0,0 | 12,5 |
| 2015-2016 | Cedevita Junior | 24 | 24 | 26,0 | 54,6 | 33,3 | 62,5 | 6,1 | 2,0 | 0,7 | 0,3 | 13,1 |
| Carriera  | Carriera        | 43 | 42 | 24,4 | 55,4 | 30,0 | 62,8 | 6,2 | 1,5 | 0,5 | 0,2 | 12,1 |

### Eurocup
| Anno      | Squadra         | PG | PT | MP   | TC%  | 3P% | TL%  | RP  | AP  | PRP | SP  | PP   |
| --------- | --------------- | -- | -- | ---- | ---- | --- | ---- | --- | --- | --- | --- | ---- |
| 2011-2012 | Cedevita Junior | 6  | 5  | 16,4 | 63,2 | -   | 59,3 | 5,2 | 0,2 | 0,3 | 0,2 | 10,7 |
| 2013-2014 | Cedevita Junior | 16 | 16 | 18,9 | 58,8 | -   | 63,4 | 4,3 | 0,8 | 0,6 | 0,3 | 8,8  |
| 2014-2015 | Cedevita Junior | 8  | 6  | 23,0 | 63,1 | -   | 80,0 | 6,1 | 1,8 | 0,2 | 0,4 | 13,2 |
| 2016-2017 | Cedevita Junior | 14 | 14 | 23,1 | 63,2 | -   | 77,8 | 6,2 | 1,9 | 0,2 | 0,2 | 12,8 |
| 2018-2019 | ASVEL           | 18 | 14 | 21,4 | 54,4 | 100 | 51,7 | 6,2 | 1,1 | 0,7 | 0,4 | 10,6 |
| Carriera  | Carriera        | 62 | 55 | 20,9 | 59,4 | 100 | 65,2 | 5,6 | 1,2 | 0,5 | 0,3 | 11,0 |

## Palmarès

### Squadra
- Campionato croato: 4

Cedevita Zagabria: 2013-14, 2014-15, 2015-16, 2016-17
- Coppa di Croazia: 5

Cedevita Zagabria: 2012, 2014, 2015, 2016, 2017
- Campionato francese: 1

ASVEL: 2018-19
- Coppa di Francia: 2

Strasburgo: 2017-18
ASVEL: 2018-19
- Supercoppa italiana: 1

Dinamo Sassari: 2019

### Individuale
- MVP Lega Adriatica: 1

Cedevita Zagabria: 2015-16
- All-Eurocup Second Team: 1

ASVEL: 2018-19
- MVP Serie A: 1

Brescia: 2024-2025